# Триходиадема
Триходиадема (лат. Trichodiadema) — род суккулентных растений семейства Аизовые (Aizoaceae), подсемейства Ruschioideae, естественно произрастающий на территории Намибии и Южно-Африканской Республики.

## Название

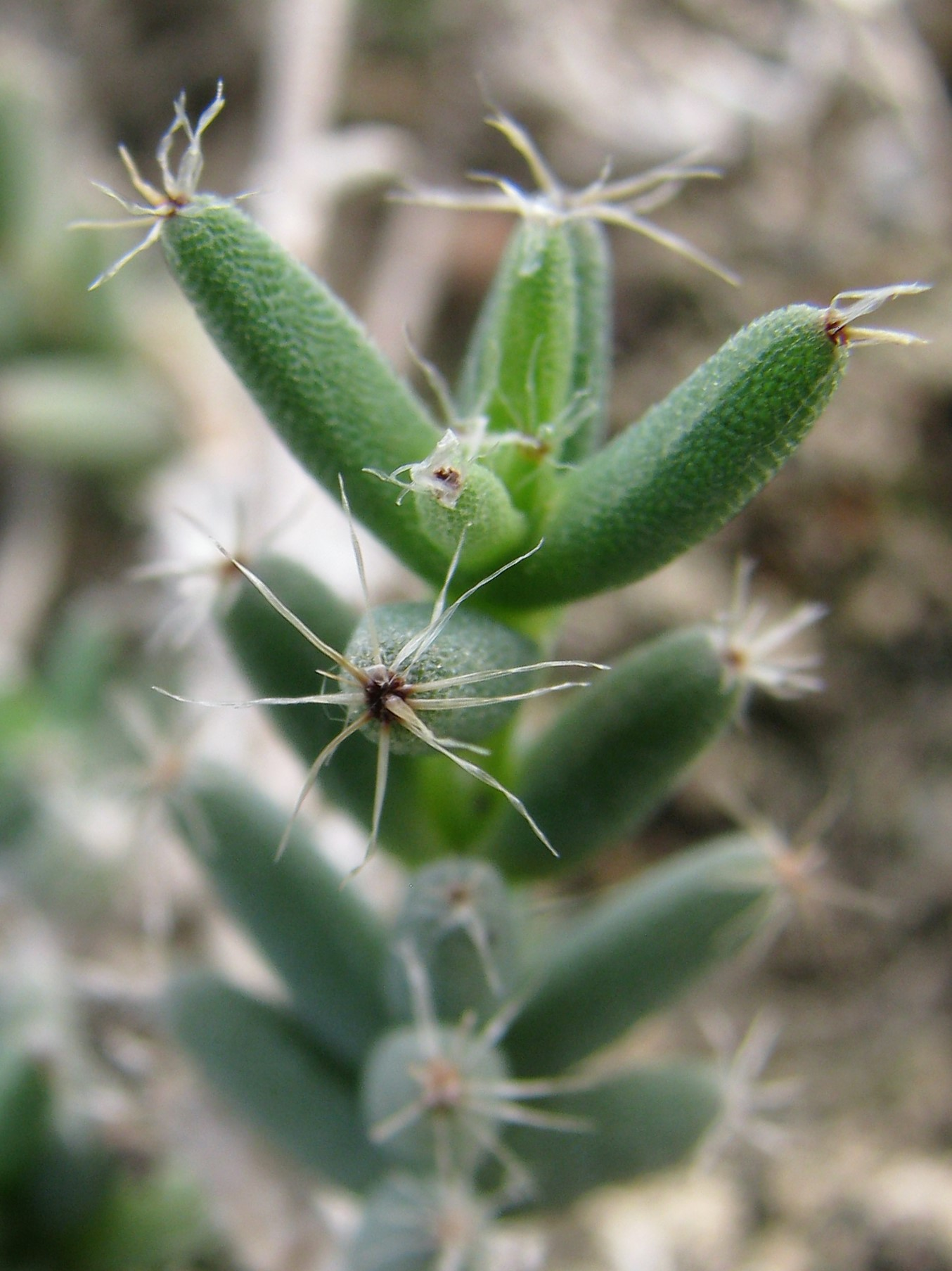
Щетинки на кончиках листьев Trichodiadema setuliferum

Родовое латинское (научное) название Trichodiadema происходит от греческих слов trichos – «волосы», и diadema, – «корона»; в связи с наличием пучков волосков или щетинок на кончиках листьев.

## Ботаническое описание

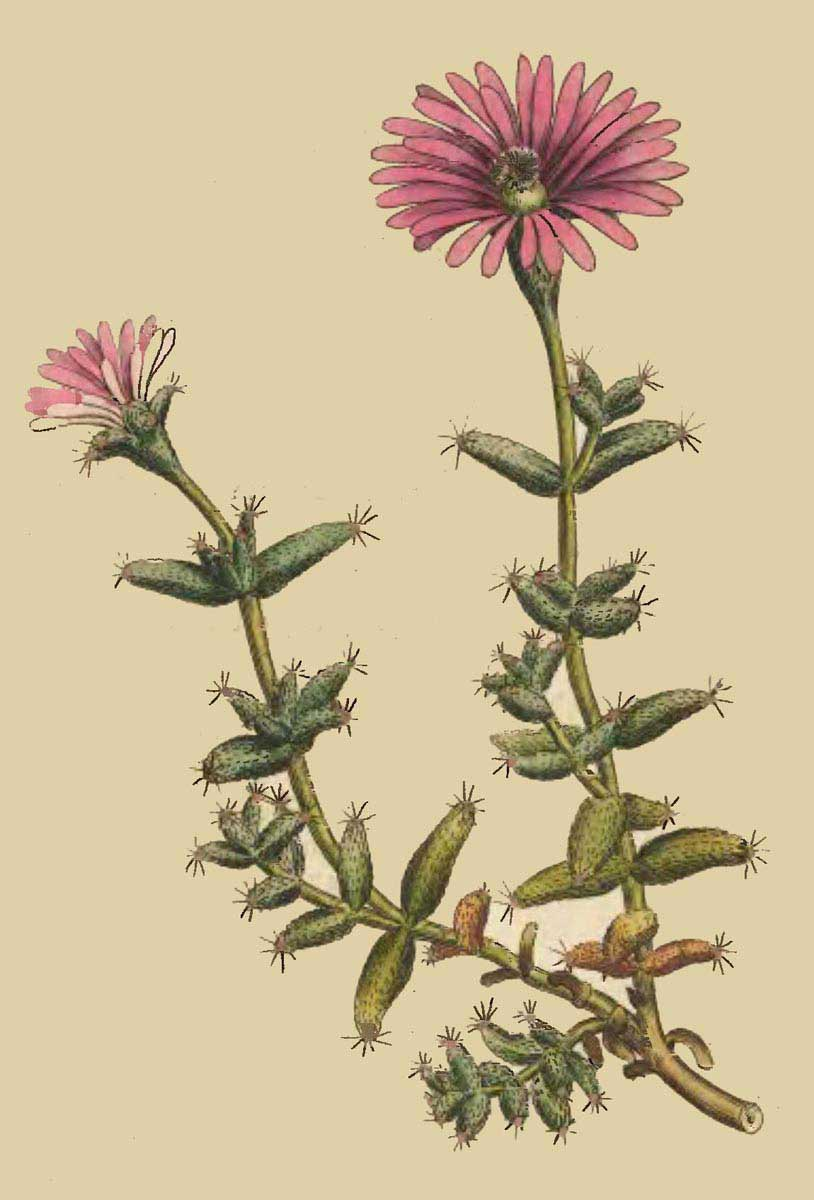
Ботаническая иллюстрация Trichodiadema barbatum

Представители рода — кустарники с длинными, тонкими, изогнутыми ветвями или короткоствольные кустарнички, высотой от 30 до 600 мм. Корни могут быть деревянистыми или клубневидными. Листья супротивные, слегка сросшиеся у основания, имеют цилиндрическую форму, длиной до 30 мм, и часто оканчиваются пучком раскидистых щетинок. Поверхность листьев блестящая, с бугорковой текстурой.
Цветки одиночные, на коротких цветоножках, могут достигать диаметра до 50 мм. Цветки лишены прицветников. Чашелистиков обычно от 5 до 8, сосочковые, часто с пучками щетинок на кончиках. Лепестки могут располагаться в одном или нескольких рядах и иметь цвет от белого и кремового до желтого, включая оттенки светло- и темно-розового. Тычинки и стаминодии иногда покрыты волосками, расположены в центральной части цветка. Завязь цветка может быть плоской или выпуклой, с плацентами, содержащими семена, и с 5-8 ланцетными рыльцами, значительно короче тычинок. Плод — коробочка с 5-8 отделениями, похожая на плоды рода Drosanthemum. Семена грушевидные, мелкобородавчатые и бороздчатые, коричневые или желтоватые.

## Распространение
Род широко распространен в засушливых районах Африки, включая Южную Намибию, Рихтерсвельд, Бушменленд, а также Большое и Малое Кару, а также в различных районах ЮАР, включая Северный, Западный и Восточный Кейптаун, а также Западный Фри-Стейт.

## Таксономия
Trichodiadema Schwantes, первое упоминание в Z. Sukkulentenk. 2: 187. (1926).

### Виды
Согласно данным сайта WFO Plantlist на июнь 2023 года, род состоит из 32 видов:
- Trichodiadema attonsum (L.Bolus) Schwantes
- Trichodiadema aureum L.Bolus
- Trichodiadema barbatum (L.) Schwantes — Триходиадема бородатая
- Trichodiadema burgeri L.Bolus
- Trichodiadema calvatum L.Bolus
- Trichodiadema decorum (N.E.Br.) Stearn ex H.Jacobsen
- Trichodiadema densum (Haw.) Schwantes — Триходиадема щетинковая
- Trichodiadema emarginatum L.Bolus
- Trichodiadema fergusoniae L.Bolus
- Trichodiadema fourcadei L.Bolus
- Trichodiadema gracile L.Bolus
- Trichodiadema hallii L.Bolus
- Trichodiadema hirsutum (Haw.) Stearn
- Trichodiadema imitans L.Bolus — Триходиадема похожая
- Trichodiadema intonsum (Haw.) Schwantes — Триходиадема луковичная
- Trichodiadema introrsum (Hook.f.) Niesler
- Trichodiadema littlewoodii L.Bolus — Триходиадема Литлвуда
- Trichodiadema marlothii L.Bolus
- Trichodiadema mirabile (N.E.Br.) Schwantes
- Trichodiadema obliquum L.Bolus
- Trichodiadema occidentale L.Bolus
- Trichodiadema olivaceum L.Bolus
- Trichodiadema orientale L.Bolus
- Trichodiadema peersii L.Bolus
- Trichodiadema pomeridianum L.Bolus
- Trichodiadema pygmaeum L.Bolus
- Trichodiadema rogersiae L.Bolus
- Trichodiadema rupicola L.Bolus
- Trichodiadema ryderae L.Bolus
- Trichodiadema setuliferum (N.E.Br.) Schwantes
- Trichodiadema stayneri L.Bolus
- Trichodiadema strumosum (Haw.) L.Bolus

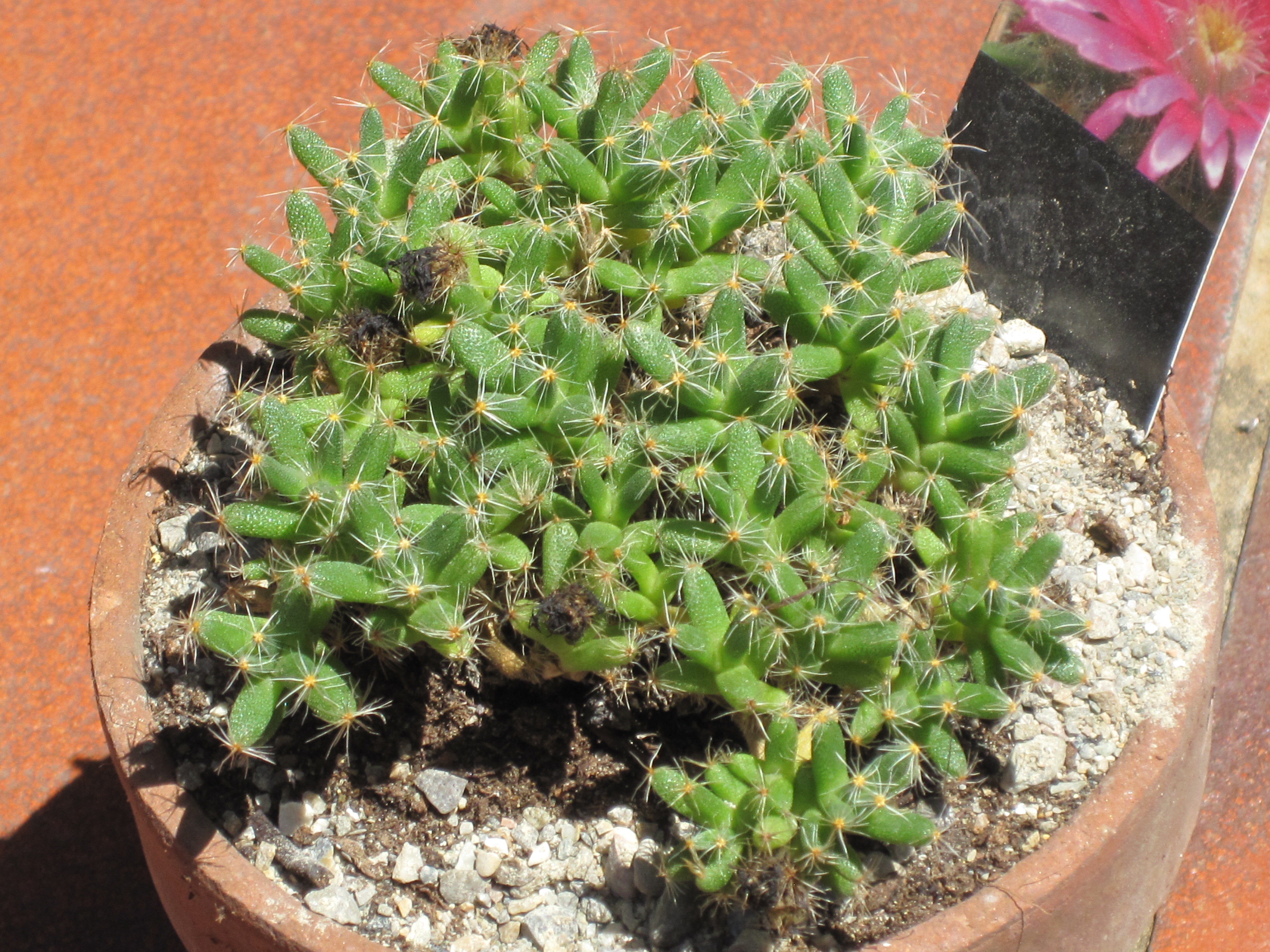
Trichodiadema densum
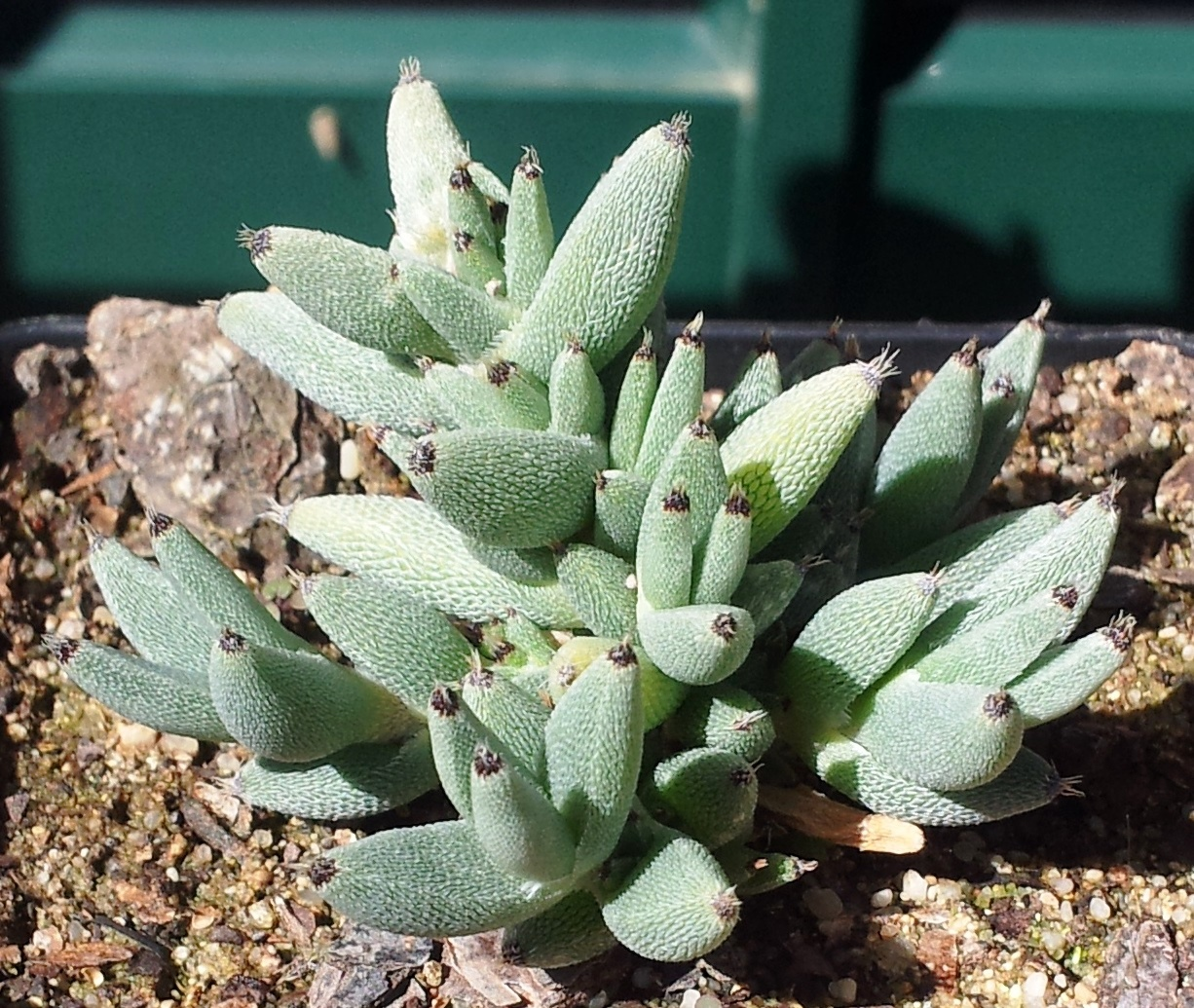
Trichodiadema mirabile
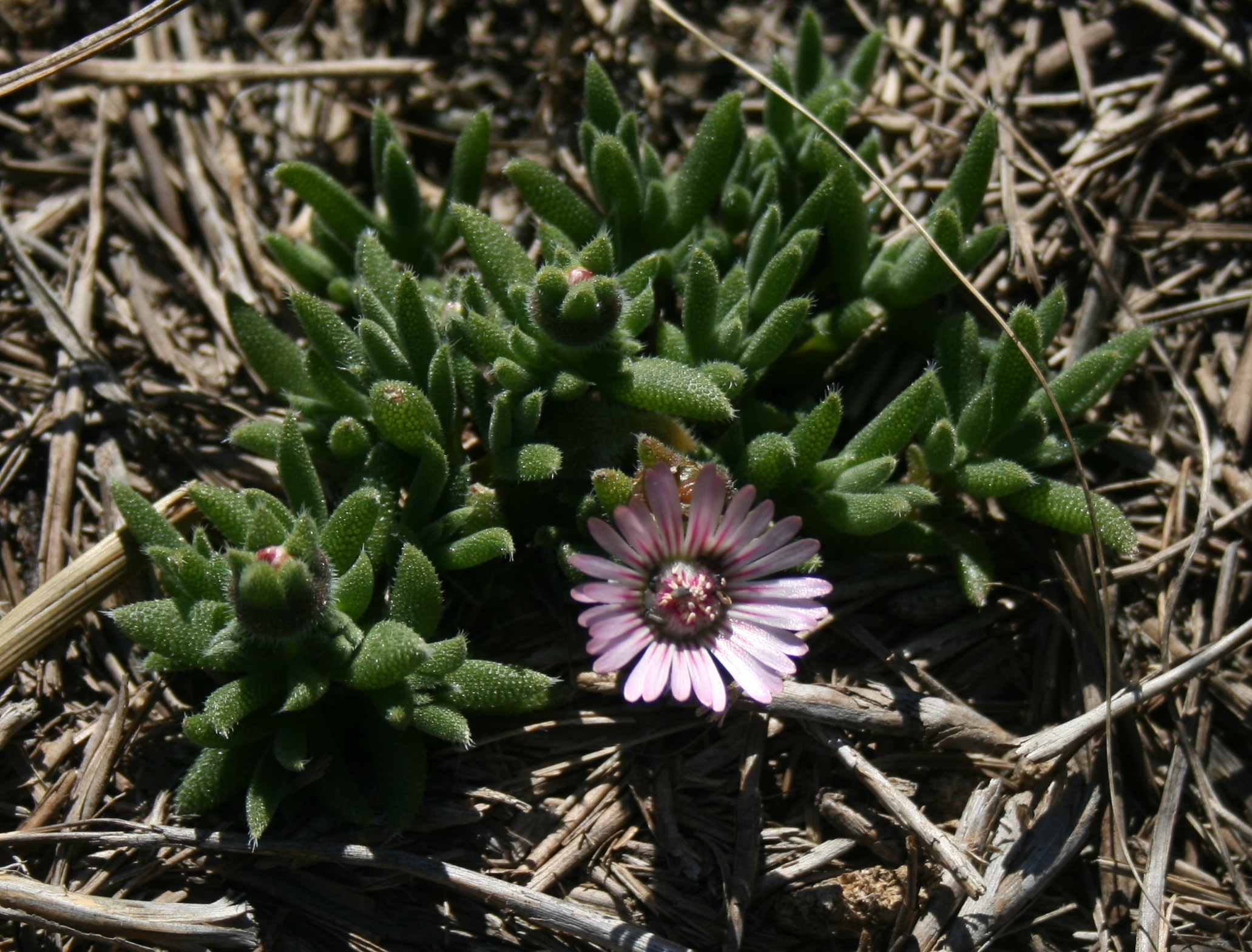
Trichodiadema occidentale
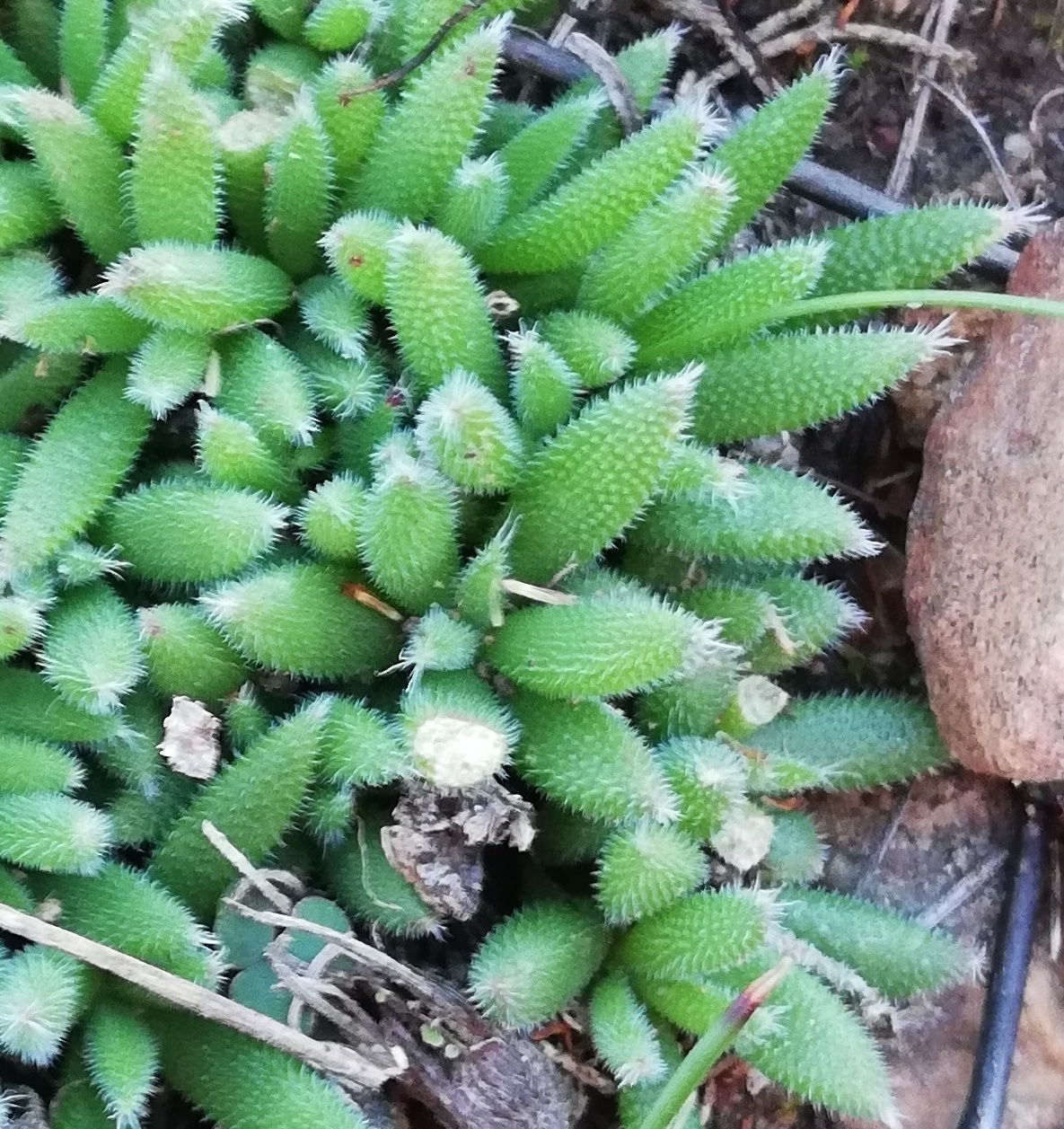
Trichodiadema pygmaeum